# 25 Dywizja Piechoty (Imperium Rosyjskie)
25 Dywizja Piechoty (ros. 25-я пех. дивизия) – dywizja piechoty Imperium Rosyjskiego, w tym okresu działań zbrojnych I wojny światowej.

## Charakterystyka
Wchodziła w skład 3 Korpusu Armijnego, a jej sztab w 1914 mieścił się w Dźwińsku. W tym czasie dywizja etatowo posiadała cztery pułki po cztery bataliony oraz brygadę artylerii polowej z 6 bateriami po 8 dział. Doświadczenie zdobyte podczas walk na frontach I wojny światowej  skutkowało zmianami organizacyjnymi. Zimą z 1916 na 1917 rozpoczęto reorganizację dywizji piechoty. Zredukowano liczbę batalionów z 16 do 12 i zmniejszono liczbę dział polowych na mniej aktywnych odcinkach frontu.

## Struktura organizacyjna
Organizacja w 1914
- 1 Brygada Piechoty (Dźwińsk)
  - 97 Liwlandzki pułk piechoty (Dźwińsk)
  - 98 Jurewski pułk piechoty (Dźwińsk)
- 2 Brygada Piechoty (Dźwińsk)
  - 99 Iwangorodzki pułk piechoty (Dźwińsk)
  - 100 Ostrowski pułk piechoty (Dźwińsk)
- 25 Brygada Artylerii